# 尖嘴蝴蝶魚
尖嘴蝴蝶魚，又稱樸蝴蝶魚，俗名尖嘴蝶，為輻鰭魚綱鱸形目蝴蝶魚科的其中一種。

## 分布
本魚分布於印度太平洋區，包括斯里蘭卡、馬來西亞、泰國、菲律賓、印尼、中國南海、東海、日本、台灣、越南、新幾內亞、所羅門群島、澳洲、马里亚纳群岛、馬紹爾群島、密克羅尼西亞、帛琉、諾魯、斐濟群島、夏威夷群島、法屬玻里尼西亞、復活節島、加拉巴哥群島、東加、吉里巴斯、吐瓦魯、萬那杜、薩摩亞群島、厄瓜多、墨西哥等海域。

## 深度
水深10至190公尺。

## 特徵
本魚體色以白色為底，具淺褐色眼帶，上頜亦呈淺褐色，其明顯特徵為體色有2條淡褐色等寬橫紋，而其所在位置的背鰭、臀鰭亦為淺褐色，且每個橫斑兩側顏色均較深。在第二橫紋所在的背鰭基部有一明顯具白緣的眼狀斑。腹鰭除硬棘外皆為淡褐色。鰭硬棘11枚、軟條21至22枚；臀鰭硬棘3枚、軟條16至17枚。側線鱗片數43至48枚，有孔側線鱗片數37至42枚。體長可達15公分。

## 生態
本魚棲息在較深水域，通常在較混濁的沙質地或岩礁區活動，可以耐12℃的低溫。

## 經濟利用
為觀賞性魚類，不供食用。